# MISS OSAKA ミス・オオサカ
『MISS OSAKA ミス・オオサカ』（原題：Miss Osaka）は、2021年に公開されたデンマーク・ノルウェー・日本合作の映画。監督はダニエル・デンシック、主演はビクトリア・カルメン・ソンネ。
ノルウェーでひとりの日本人女性と出会ったことをきっかけに、自分らしさを求めるデンマーク人女性が人生のすべてを捨てて大阪へと旅立つ。大阪ミナミなんばのキャバレー「ミス大阪」などでロケを行った。第17回大阪アジアン映画祭（2022）のクロージング作品として上映された。

## プロット
若いデンマーク女性、イネスはボーイフレンドのルーカスとノルウェー北部に来ていた。ホテルでマリアという日本人女性と知り合った。オーロラを見に来ているという。イネスは謎めいて魅惑的なマリアに心を奪われた。職業をたずねると、クラブで働いている、そこは望む自分になれる場所、自由になれる場所、夢見る人の場所で天国のようなところだという。
親密になったイネスとナオミはドライブに出かけオーロラの下で忘れられない一夜を過ごした。酔ったイネスが河原にとめた車の中で寝ていると、いつの間にかマリアが消えていた。川べりに赤い靴だけが残されている。イネスはマリアが死んだことを悟った。
マリアのパスポート・航空券を持ってイネスは日本へ飛んだ。そして堺市内のマリアのマンションに住み始めた。ミス大阪　ミミコ、と印刷されたマリアの名刺をたよりにミナミにあるミス大阪というキャバレーをたずね、ミミコがナンバーワンであったことを知る。エイプリルという名をもらい雇ってもらうことにした。
男が疑似恋愛をしにやってくる場所である。けんめいに日本語をおぼえ、ホステスの作法を身につけるうち、指名が増えていった。シゲオという一目おかれた常連客がいた。ミミコしか相手ができないらしい。イネスは思い切ってアプローチし、競輪に行く約束をとりつけた。初めてだったがイネスは大勝ちした。ミミコに執着していたシゲオだったが、次第にイネスに惹かれていった。
ついにイネスはシゲオの「女」になった。同時にノルウェーで自分とマリアに起きたことを隠しておくことができなくなった。話を聞いたシゲオはイネスを強く拒絶した。ホステスの同僚アヤノもイネスの素性を疑い出した。イネスは店をやめ、マリアのマンションを出て、人目を避けるようにカプセルホテルにうつった。その頃ノルウェーではマリアの遺体が発見されていた。

## キャスト
- ビクトリア・カルメン・ソンネ（デンマーク語版） - イネス／エイプリル
- 森山未來 - シゲル
- 阿部純子 - アヤノ
- 南果歩 - ママさん
- 森本渚 - マリア／ミミコ
- ミケル・ボー・フォルスゴー - ルーカス

## クルー
- 監督 - ダニエル・デンシック（デンマーク語版）
- 製作 - ミケル・ハスランド＝クリステンセン
- 共同製作 - マティス・ストーレ・マティセン、山本晃久、ミケル・カストバーグ
- 脚本 - ダニエル・デンシック、サラ・イザベラ・ヨーンソン
- 撮影 - アスケ・フォス
- 編集 - オリヴィア・ネール・ガード＝ホルム、ジェンナ・マングラッド
- 美術 - 倉本愛子、ジェーン・ウィテカー
- 音楽 - 清水靖晃、ヨハン・カローエ、クワミ・リヴ
- 音響効果 - ミッケル・グルース
- 照明 - マーティン・レルヒェ
- 配役 - アーニャ・フィリップ、岩上紘一郎

## 評価

### ノミネーション
- ボディル賞 (2022)- サラ・イザベラ・ヨーンソン (脚本賞)
- ロバート賞 (2022)　- ビクトリア・カルメン・ソンネ（主演女優賞）
- ロバート賞 (2022)　- ヨハン・カローエ、クワミ・リヴ、清水靖晃（音楽賞）
- ワルシャワ国際映画祭（2021） - ダニエル・デンシック (作品賞)
- ソフィア国際映画祭（英語版）(2022)　- ダニエル・デンシック (インターナショナルコンペティション、グランプリ)
- Carl Prisen (2022) - ヨハン・カローエ、クワミ・リヴ、清水靖晃（score composer of the year）